# Димитър Джузданов
Димитър (Мито) Делев Джузданов е български революционер, гевгелийски войвода на Вътрешната македоно-одринска революционна организация и на Вътрешната македонска революционна организация.

## Биография
Джузданов е роден в гевгелийското село Сехово, тогава в Османската империя, днес Идомени, Гърция. По професия е овчар. Влиза във ВМОРО в 1902 година и изпълнява куриерски задачи. По време на Междусъюзническата война е доброволец в Сборната партизанска рота на Македоно-одринското опълчение.
След Първата световна война Джузданов участва във възстановяването на революционната организация. През 1923 година е войвода на чета на ВМРО в родното му Гевгелийско, през 1924 година е в четата на Лазар Дивлянски, действаща в Скопско и участва в сражението при което е убит войводата. През пролетта на 1924 година Димитър Джузданов предава информация, по нареждане на Тодор Александров, за извършените престъпления от Алеко Василев в поверената му област. За да се презастрахова предава на Алеко Василев за намерението на Тодор Александров да му търси отговорност, което ще доведе до създаването на заговор за убийството на последния.
През февруари 1925 година влиза в настоятелството на Гевгелийското благотворително братство като член съветник.
В 1928 година Джузданов заедно с Нанчо Витларов (Витларев) и Димитър Стефанов убиват генерал Александър Протогеров и телохранителя му Атанас Гоцев. Димитър Джузданов е убит на 1 май 1929 година от Александър Турчето или на 30 април от Тома Трайков и Анци Наумов. Според Кирил Пърличев убийството е дело на Сандо Турчето, Григор Петков и Киро Шендов по лична инициатива.